# Wancourt
Wancourt is een gemeente in het Franse departement Pas-de-Calais (regio Hauts-de-France) en telt 587 inwoners (1999). De plaats maakt deel uit van het arrondissement Arras.

## Geografie
De oppervlakte van Wancourt bedraagt 9,0 km², de bevolkingsdichtheid is 65,2 inwoners per km².
De onderstaande kaart toont de ligging van Wancourt met de belangrijkste infrastructuur en aangrenzende gemeenten.

## Demografie
Onderstaande figuur toont het verloop van het inwonertal (bron: INSEE-tellingen).

## Britse militaire begraafplaatsen
Op het grondgebied van de gemeente bevinden zich vijf Britse militaire begraafplaatsen met gesneuvelden uit de Eerste Wereldoorlog:
- Guemappe British Cemetery
- Wancourt British Cemetery
- Feuchy Chapel British Cemetery
- Hibers Trench Cemetery
- Tigris Lane Cemetery

Op de gemeentelijke begraafplaats liggen ook nog 6 gesneuvelden uit de Tweede Wereldoorlog.